# Колошка
Коло́шка (Калошка) — река в России, протекающая по территории Солецкого и Волотовского районов Новгородской области, правый приток Шелони. Длина реки — 48 км, площадь водосборного бассейна — 413 км².
В 0,7 км от устья слева в Колошку впадает Иловенка.
На берегу Колошки расположены деревни Уползы, Выбити, Шапково, Учно, Мяково и другие. Река впадает в Шелонь на западе деревни Невское на уровне 19 м над уровнем моря, исток — близ деревень Ручьи и Раменье на высоте более 80 м над уровнем моря.
- Калошка в районе д. Уползы
- Калошка

## Достопримечательности
Колошка является частью памятника садово-паркового искусства — родового имения князей Васильчиковых в деревне Выбити. Протекая по территории парка, она разделяет его на две части.